# Bursera attenuata
Bursera attenuata är en tvåhjärtbladig växtart som först beskrevs av Joseph Nelson Rose, och fick sitt nu gällande namn av Riley. Bursera attenuata ingår i släktet Bursera och familjen Burseraceae. Inga underarter finns listade i Catalogue of Life.